# Islands ambassad i Stockholm
Islands ambassad i Stockholm (även Isländska ambassaden) är Islands diplomatiska representation i Sverige. Ambassadör sedan 14 december 2022 är Bryndís Kjartansdóttir.
Ambassaden etablerades i juli 1940, som en av Islands första ambassader i världen. Ambassaden är för närvarande sidoackrediterad i Albanien, Cypern, Israel och Syrien. Diplomatkoden på beskickningens bilar är BZ.

## Fastigheter
Ambassaden är sedan 1948 belägen i en fastighet på Kommendörsgatan 35 i Stockholms innerstad. Byggnaden ritades av Hagström & Ekman och restes 1905–1907 som bostadshus. Tidigare adresser för ambassaden var Strandvägen 47 mellan åren 1940 och 1944 och Ulrikagatan 11 mellan åren 1945 och 1947.

## Beskickningschefer
| Namn                           | Period    | Funktion   | Anmärkning |
| ------------------------------ | --------- | ---------- | ---------- |
| Helgi P. Briem                 | 1950-1955 | Ambassadör |            |
| Magnús V. Magnússon            | 1956-1962 | Ambassadör |            |
| Hans Georg Andersen            | 1962-1963 | Ambassadör |            |
| Árni Tryggvason                | 1964-1969 | Ambassadör |            |
| Haraldur Kröyer                | 1970-1973 | Ambassadör |            |
| Guðmundur Ívarsson Guðmundsson | 1973-1977 | Ambassadör |            |
| Ingvi Sigurður Ingvarsson      | 1977-1982 | Ambassadör |            |
| Benedikt Sigurðsson Gröndal    | 1982-1987 | Ambassadör |            |
| Þórður Einarsson               | 1987-1991 | Ambassadör |            |
| Sigríður Á. Snævarr            | 1991-1996 | Ambassadör |            |
| Hörður H. Bjarnason            | 1996-2001 | Ambassadör |            |
| Svavar Gestsson                | 2001-2005 | Ambassadör |            |
| Guðmundur Árni Stefánsson      | 2005-2011 | Ambassadör |            |
| Gunnar Gunnarsson              | 2011-2015 | Ambassadör |            |
| Estrid Brekkan                 | 2015-2020 | Ambassadör |            |
| Hannes Heimisson               | 2020-2022 | Ambassadör |            |
| Bryndís Kjartansdóttir         | 2022-idag | Ambassadör |            |